# Барон Дадли

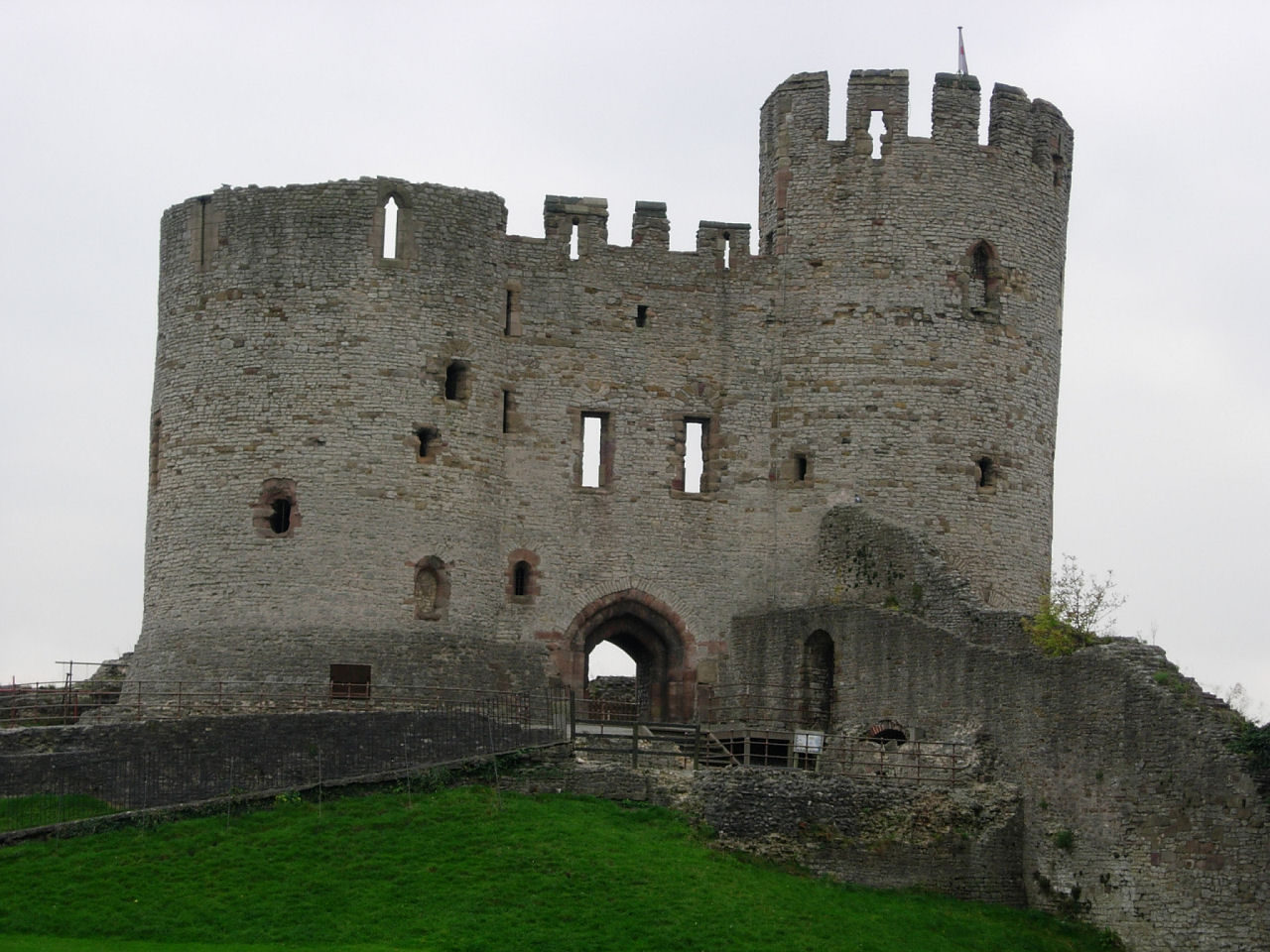
Руины замка Дадли

Барон Дадли (англ. Baron Dudley) — наследственный титул в системе пэрства Англии.

## История

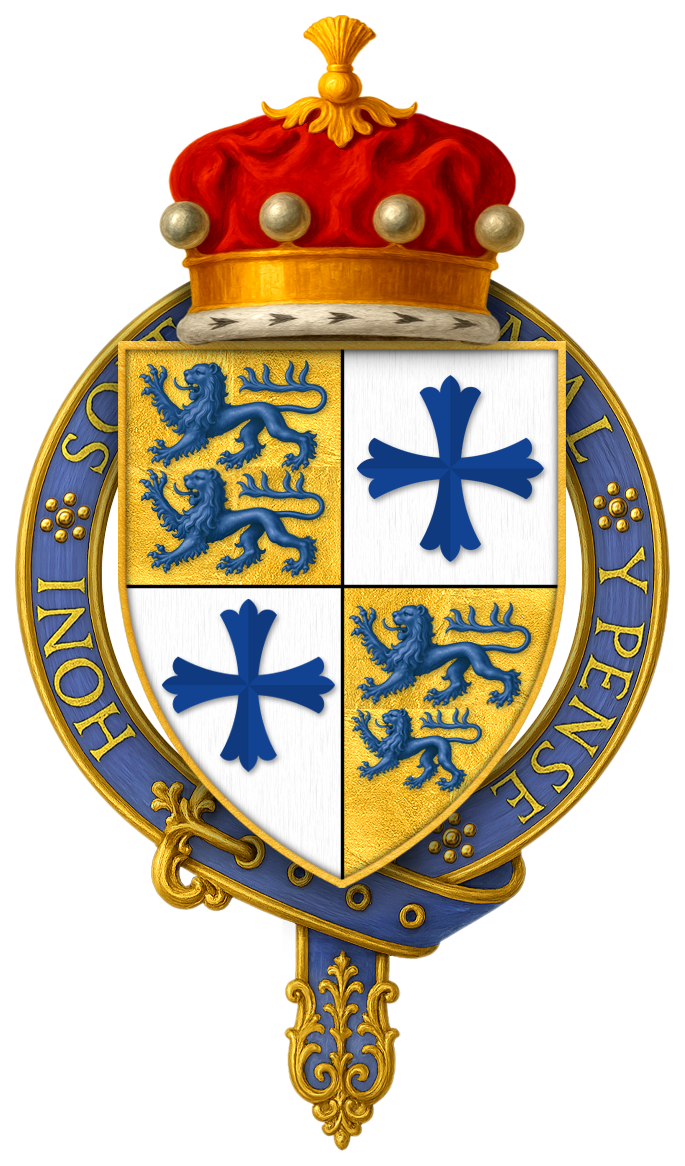
Герб сэра Джона Саттона, 1-го барона Дадли

Титул барона Дадли был создан 15 февраля 1440 года для сэра Джона Саттона (1400—1487), который служил в качестве лорда-лейтенанта Ирландии в 1428—1430 годах. Сэр Джон Саттон был вызван 15 февраля 1440 года в парламент в качестве барона Дадли. Иногда баронский титул упоминается как барон Саттон из Дадли. Титул барона Дадли был создан с правом наследования мужскими и женскими потомками.
Возможно, что баронский титул появился ещё ранее, так как его предок Джон Саттон (умер 1359) получил приказ о вызове в Совет 25 февраля 1342 года, но ни он, ни его сын, Джон Саттон (ум. 1370), ни внук Джон Саттон (ум. 1396) или правнук Джон Саттон (1380—1406) не упоминаются в баронском звании, так что они не могут, вероятно, рассматриваться как пэры.
Правнук лорда Дадли, Джон Саттон, 3-й барон Дадли (1494—1553), попал в долги и вынужден был продать родовой замок Дадли своему кузену, Джону Дадли, 1-му герцогу Нортумберленду. Он стал известен как «Бывший лорд». Тем не менее, замок Дадли и другие семейные поместья были возвращены его сыну, Эдварду Саттону, 4-му барону Дадли (1525—1586). Его преемником стал его сын, Эдвард Саттон, 5-й барон Дадли (1567—1643), который, как и его дед, оказался в большим долгах. Для того, чтобы рассчитаться с долгами, он выдал замуж внучку и наследницу, Фрэнсис Саттон (1611—1697), за сэра Хамбла Уорда, сына богатого ювелира. Френсис Уорд стала его преемницей и 6-й баронессой Дадли. В 1644 году её муж Хамбл Уорд получил по жалованной грамоте титул барона Уорда из Бирмингема в графстве Уорикшир.
Им наследовал их сын, Эдвард Уорд, 7-й барон Дадли и 2-й барон Уорд (ум. 1701). После смерти в 1740 году внука последнего, Уильяма Уорда, 10-го барона Дадли и 5-го барона Уорда (ум. 1740), два титула были разделены. Баронство Уорд, который мог наследоваться только мужской линии, было передано родственнику покойного барона, Джону Уорду, 6-му барону Уорд (1700—1774), а баронский титул Дадли его унаследовал племянник Фердинандо Дадли Ли, 11-й барон Дадли (1710—1757). Он был сыном Фрэнсис Уорд, сестры 10-го барона Дадли, и Уильяма Ли. Тем не менее, после смерти Фердинандо в 1757 году титул барона Дадли оказался в бездействии, на него претендовали сестры покойного. Баронский титул оставался в бездействии в течение 159 лет, но в 1916 году титул был возрождён для Фердинандо Дадли Уильяма Ли Смита (1872—1936), который стал 12-м бароном Дадли. Он был праправнуком Энн Ли (1714—1762), сестры 11-го барона Дадли, и её мужа Уильяма Смита (ум. 1784).
По состоянию на 2024 год носителем титула являлся его правнук, Джереми Уильям Гилфорд Уоллес, 16-й барон Дадли (род. 1964), который сменил своего отца в 2002 году, Джима Энтони Хилла Уоллеса, 15-го барона Дадли (1930—2024).
Обладатели титула (до 1740 года) были владельцами замка Дадли и обширной усадьбы вокруг него, в том числе Дадли, Седжли, Кингсвинфорд и Роули Сомери в Роули Реджис. В XVI веке главной резиденцией баронов Дадли был Химли-Холл в графстве Стаффордшир. После смерти 10-го барона Дадли в 1740 году, баронство Дадли перешел к женской линии наследования, в то время как главные имения унаследовали бароны Уорд. Тем не менее, некоторые поместья, которые были недавно приобретены, перешли к вышеупомянутому Фердинандо Дадли Ли, 11-му барону Дадли.
Фамилия первых пяти баронов была «Саттон», но на практике они всегда именовались «Дадли». В документы на право собственности и других официальных документах, фамилия часто появляется как «Саттон иначе Дадли».

## Предшественники
- 1342—1359: Джон де Саттон, 1-й барон Саттон из Дадли (1310 — 21 ноября 1359), сын сэра Джона Саттона I из замка Дадли, был вызван в Совет в 1342 году в качестве первого барона Саттона из Дадли[1];
- 1359 — ок. 1370: Джон де Саттон, 2-й барон Саттон из Дадли (1339 — ок. 1370), сын предыдущего[2];
- ок. 1370—1396: Джон де Саттон, 3-й барон Саттон из Дадли (6 декабря 1361 — 10 марта 1396), сын предыдущего[3];
- 1396—1406: Джон де Саттон, 4-й барон Саттон из Дадли (1380 — 28 августа 1406), сын предыдущего[4].

## Бароны Дадли (1440)

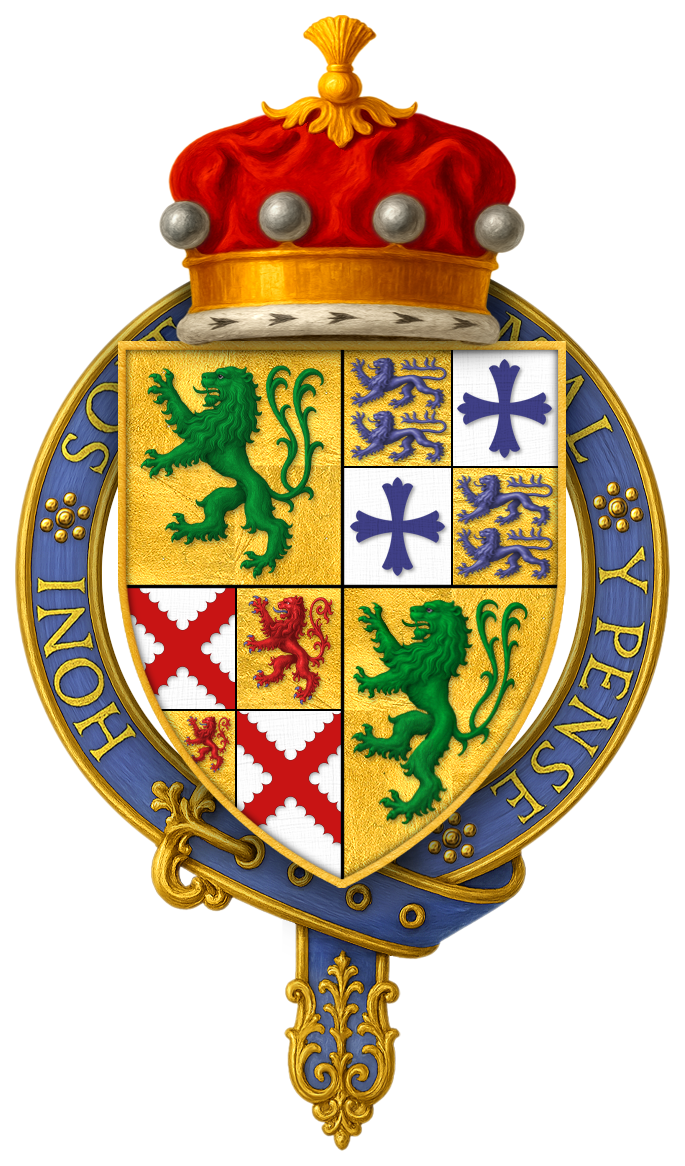
Герб сэра Эдварда Саттона, 2-го барона Дадли

- 1440—1487: Джон Саттон, 1-й барон Дадли (25 сентября 1400 — 30 сентября 1487), сын сэра Джона де Саттона, 4-го барона Саттона из Дадли[5];
- 1487—1532: Эдвард Саттон, 2-й барон Дадли[англ.] (1459 — 31 января 1532), старший сын Эдмунда Саттона (1425 — ок. 1485), старшего сына предыдущего[6];
- 1532—1553: Джон Саттон, 3-й барон Дадли[англ.] (с 1495—1553), старший сын предыдущего[7];
- 1553—1586: Эдвард Саттон, 4-й барон Дадли[англ.] (1525 — 12 июля 1586), старший сын предыдущего[8];
- 1586—1643: Эдвард Саттон, 5-й барон Дадли[англ.] (17 сентября 1567 — 23 июня 1643), старший сын предыдущего[9];
- 1643—1697: Фрэнсис Уорд, 6-я баронесса Дадли (23 июля 1611 — 11 августа 1697), единственная дочь сэра Фердинандо Дадли (1588—1621), внучка 5-го барона Дадли. Жена Хамбла Уорда, 1-го барона Уорда (ок. 1614—1670)[10];
- 1697—1701: Эдвард Уорд, 7-й барон Дадли, 2-й барон Уорд (ок. 1631 — 3 августа 1701), старший сын предыдущих[11];
- 1701—1704: Эдвард Уорд, 8-й барон Дадли, третий барон Уорд (20 декабря 1683 — 28 марта 1704), сын достопочтенного Уильяма Уорда (1659—1692)[12];
- 1704—1731: Эдвард Уорд, 9-й барон Дадли, 4-й барон Уорд[англ.] (16 июня 1704 — 6 сентября 1731), единственный сын предыдущего[13]
- 1731—1740: Уильям Уорд, 10-й барон Дадли, 5-й барон Уорд (16 октября 1685 — 20 мая 1740), сын достопочтенного Уильяма Уорда (1659—1692), внук 7-го барона Дадли[14];
- 1740—1757: Фердинандо Дадли Ли, 11-й барон Дадли (14 сентября 1710 — 21 октября 1757), сын Уильяма Ли (ок. 1677—1741) и Фрэнсис Уорд (1687—1737), внук достопочтенного Уильяма Уорда (1659—1692), правнук 7-го барона Дадли[15];
- 1916—1936: Подполковник Фердинандо Дадли Уильям Ли Смит, 12-й барон Дадли (4 апреля 1872 — 5 декабря 1936), старший сын Фердинандо Дадли Ли Смита (1834—1905)[16];
- 1936—1972: Фердинандо Дадли Генри Ли Смит, 13-й барон Дадли (18 июня 1910 — 19 апреля 1972), единственный сын предыдущего[17];
- 1972—2002: Барбара Эми Фелисити Гамильтон, 14-я баронесса Дадли (23 апреля 1907 — 27 мая 2002), старшая сестра предыдущего. Жена Гай Реймонда Хилла Уоллеса (ум. 1967)[18];
- 2002—2024: Джим Энтони Хилл Уоллес, 15-й барон Дадли (9 ноября 1930 — 20 июня 2024), старший сын предыдущей[19];
- 2024 — настоящее время: Джереми Уильям Гилфорд Уоллес, 16-й барон Дадли (род. 12 сентября 1964), старший сын предыдущего[20];
  - Наследник титула: достопочтенный Доминик Уоллес (род. 1997), старший сын предыдущего.